# Torgelsholmen
Torgelsholmen är ett strandsamhälle på norra delen av ön Resö. Det finns 16 adresser på Torgelsholmen. Postnumret är 45797.